# Chaetopelma gracile
Chaetopelma gracile é uma espécie de aranha pertencente à família Theraphosidae (tarântulas).

## Fotos

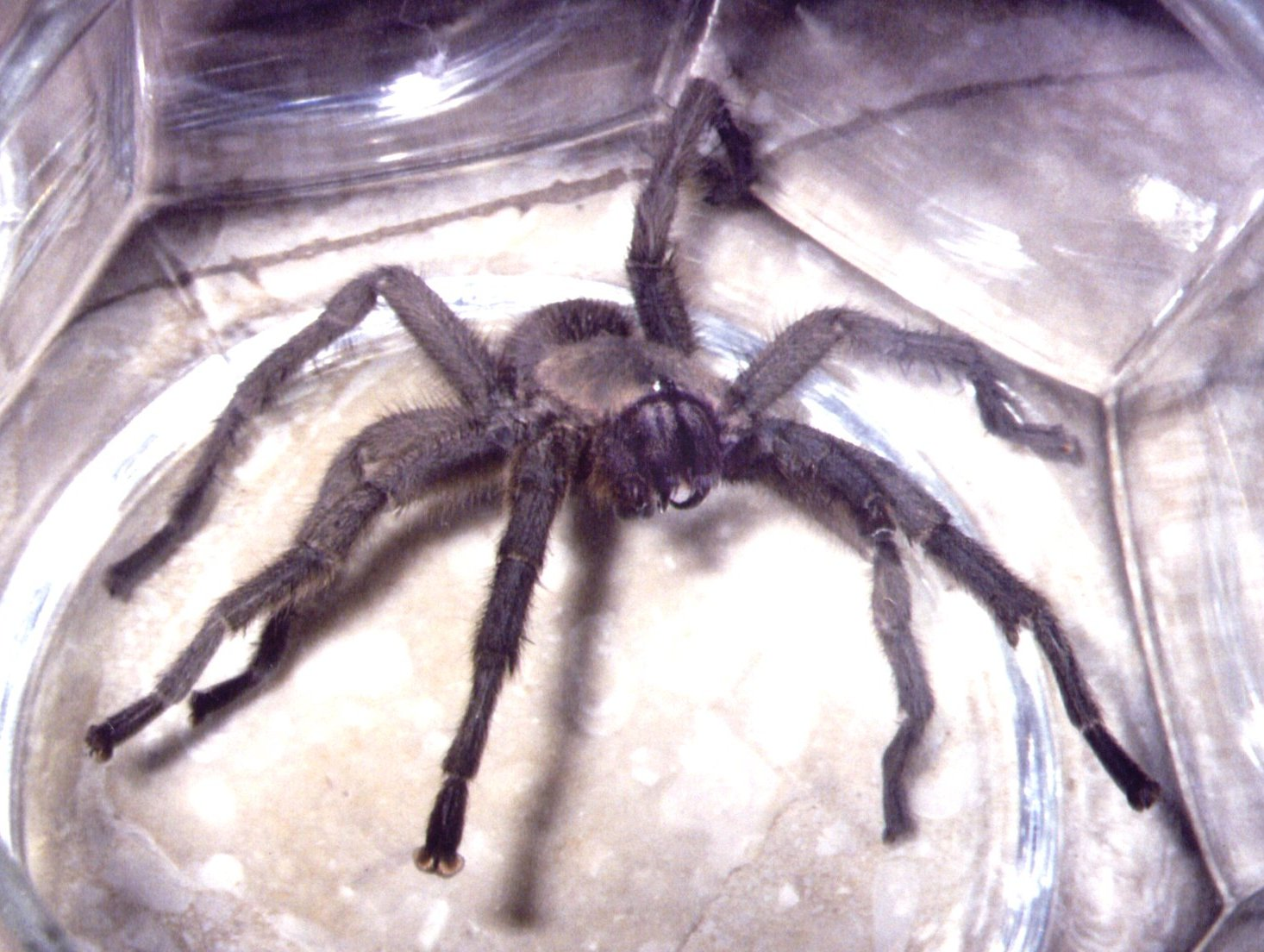
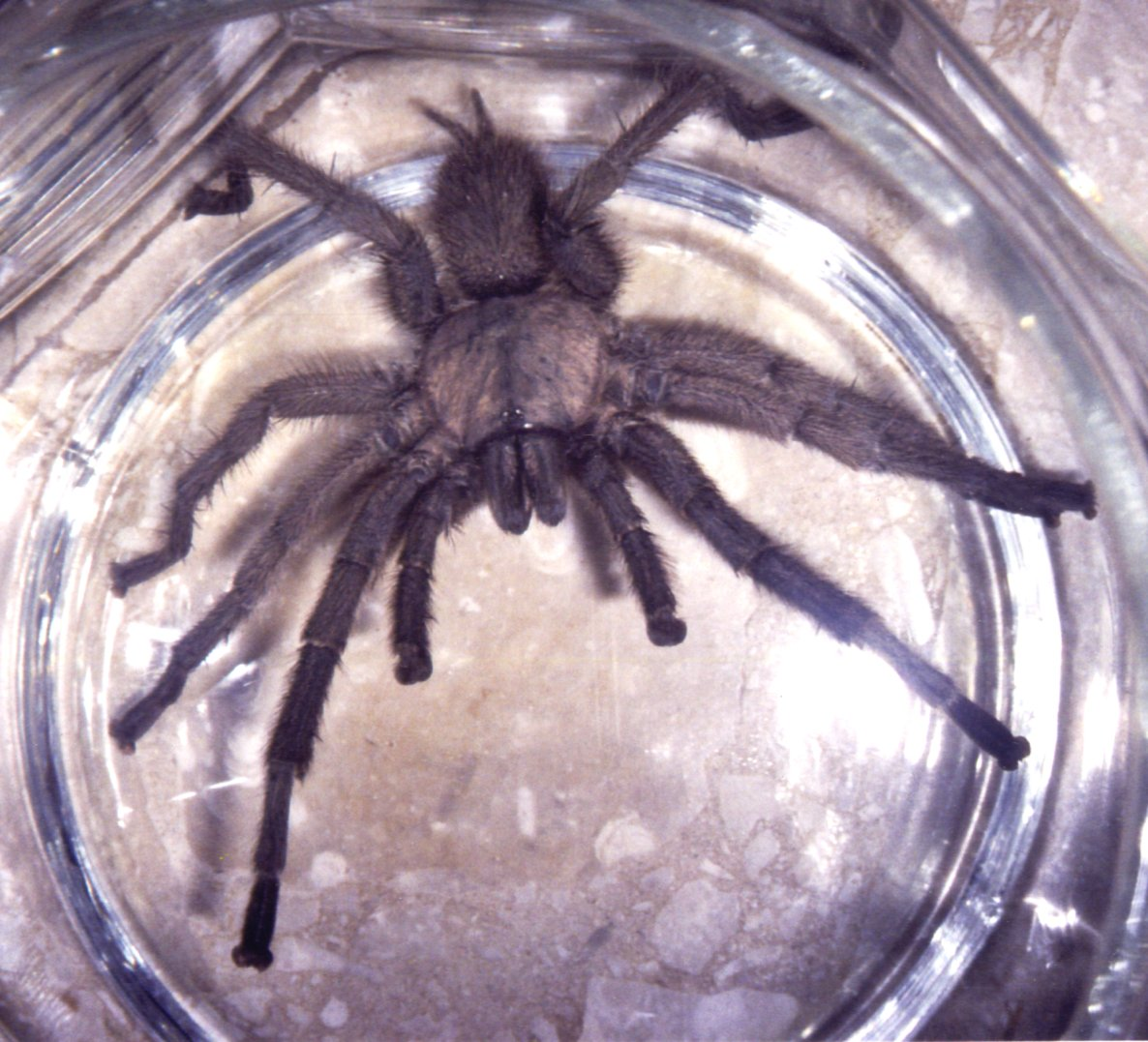

## Outros
Lista das espécies de Theraphosidae (Lista completa das Tarântulas.)